# Powiatowa i Miejska Biblioteka Publiczna im. Marii Fihel w Miechowie
Powiatowa i Miejska Biblioteka Publiczna im. Marii Fihel w Miechowie – biblioteka publiczna świadcząca usługi dla mieszkańców Miechowa i powiatu miechowskiego.

## Historia
Powstała w 1923 roku. Patronka biblioteki, Maria Fihel była pierwszą bibliotekarką w tej placówce. W bibliotece pracowała nieprzerwanie do 1972 roku.
Od 2005 r. dyrektorem biblioteki jest Maria Słuszniak.

## Działalność
Biblioteka miechowska jest lokalnym centrum kultury, instytucją promującą Ziemię Miechowską, jej historię i rodzimych twórców. Działania na rzecz popularyzacji i dokumentowania wiedzy o regionie mają duże znaczenia i są jednym z najistotniejszych zadań stojących przed placówką. Biblioteka prowadzi katalog online i działalność wydawniczą.